# Britt Damberg
Britt Damberg, folkbokförd som Britt Elisabet Lindroth, född 11 januari 1937 i Köping, Västmanlands län, död 31 mars 2019, var en svensk jazz- och schlagersångerska.

## Biografi
År 1954 kom Damberg tvåa i Flugans amatörtävling efter Siw Malmkvist. År 1957 sjöng hon på Gröna Lund med Seymour Österwall och samma år gjorde hon skivdebut. Hon sjöng på Skansen med Leif Kronlunds orkester och reste till Gazaremsan och Kongo som fältartist för FN-trupperna. År 1962 medverkade hon i kultfilmen Raggargänget med bland andra Ernst-Hugo Järegård, Sigge Fürst, Jan-Olof Strandberg och Laila Westersund.
Hon fick sitt genombrott 1959 då hon deltog i uttagningen till Eurovision Song Contest och sjöng Nya fågelsången. Året efter, 1960, kom hon på en tredjeplats med låten Nancy Nancy.
Hennes största skivframgång var "Hälsa Mikael från mig" (som bäst 9:a på branschtidningen Show Business försäljningslista i april 1963), men även "Johan på Snippen-Twist" och "Kärleksland" letade sig in på försäljningslistorna. Hon gav ut 16 EP-skivor och lika många singlar; den sista skivan spelades in 1966.
På 1970-talet utbildade hon sig till förskollärare och lämnade sångkarriären, med undantag för några framträdanden som jazzsångerska på Stampen i Stockholm. Hon sjöng jazz med Bunta Horns dixielandband, och tidigare även med Rune Öfwermans trio.

### Privatliv
Britt Damberg var från 1965 gift med konstnären Björn Lindroth (1931–1999). Hon var därefter sambo med musikern Rune Öfwerman (1932–2013).

## Diskografi (urval)
- På tal om kärlek - 1957
- Massor av kyssar - 1960
- Hälsa Mikael från mig [Just a closer walk with Thee] - 1962
- Johan på Snippen-twist - 1962
- Johnny Jingo - 1962
- Kärleksland [Gloryland] - 1963
- Kysser dom godnatt [Kiss the Boys Goodbye] - 1964

En mer omfattande diskografi finns på Discogs.

## Filmografi
- 1962 – Raggargänget
- 2003 – Skala 1:1